# Roman Zellnig
Roman Zellnig (* 28. Februar 1898 in Lamprechtsberg, Gem. Lavamünd, Bez. Wolfsberg; † 12. Oktober 1976 in Wolfsberg) war ein österreichischer Forstarbeiter und Politiker.

## Leben
Zellnig war der Sohn des Keuschlers vulgo Steflitsch August Zellnig (* 7. August 1859; † 13. März 1933) und dessen Ehefrau Anna geb. Kollmann (* 10. Februar 1869; † 23. September 1899).
Zellnig besuchte die Volksschule in Ettendorf und lebte als Forstarbeiter in St. Vinzenz, Post Ettendorf. Von 1916 bis 1918 leistete er Kriegsdienst.
Er war römisch-katholisch und heiratete am 21. Mai 1923 Aloisia Rosmann (* 30. Mai 1897; † 31. März 1991).

## Politik
Roman Zellnig war ab 1928 Gemeindevertreter in Ettendorf, Obmann des Ortsschulrates in St. Vinzenz und Ortsgruppenleiter der Vaterländischen Front, Ortsgruppe St. Vinzenz.
Im Ständestaat war er vom 19. November 1934 bis zum 11. März 1938 als Vertreter von Land- und Forstwirtschaft Mitglied im Ständischen Kärntner Landtag.